# تشامايكوستوس (جنس)
تشامايكوستوس هي مجموعة من النباتات في قسطية موصوفة كجنس في عام 2006. إنه متوطن في أمريكا الجنوبية.

## محيط
- تشامايكوستوس congestiflorus - فنزويلا، شمال البرازيل، غيانا، سورينام، غيانا الفرنسية.
- تشامايكوستوس curcumoides - غيانا الفرنسية.
- تشامايكوستوس cuspidatus - شرق البرازيل.
- تشامايكوستوس fragilis - كولومبيا، شمال البرازيل.
- تشامايكوستوس fusiformis - بارا
- تشامايكوستوس lanceolatus - كولومبيا وفنزويلا والبرازيل وغيانا وسورينام وغيانا الفرنسية.
- تشامايكوستوس Subsessilis - البرازيل، بوليفيا.